# Archidona (ort)
Archidona är en ort i Ecuador. Den ligger i provinsen Napo, i den centrala delen av landet, 110 km sydost om huvudstaden Quito. Archidona ligger 576 meter över havet och antalet invånare är 7 309.
Terrängen runt Archidona är varierad. Runt Archidona är det ganska glesbefolkat, med 27 invånare per kvadratkilometer. Närmaste större samhälle är Tena, 9,4 km söder om Archidona. I omgivningarna runt Archidona växer i huvudsak städsegrön lövskog.